# Ajoncourt
Ajoncourt – miejscowość i gmina we Francji, w regionie Grand Est, w departamencie Mozela.
Według danych na rok 1990 gminę zamieszkiwało 100 osób, a gęstość zaludnienia wynosiła 29 osób/km² (wśród 2335 gmin Lotaryngii Ajoncourt plasuje się na 945. miejscu pod względem liczby ludności, natomiast pod względem powierzchni na miejscu 1140.).